# Embrun

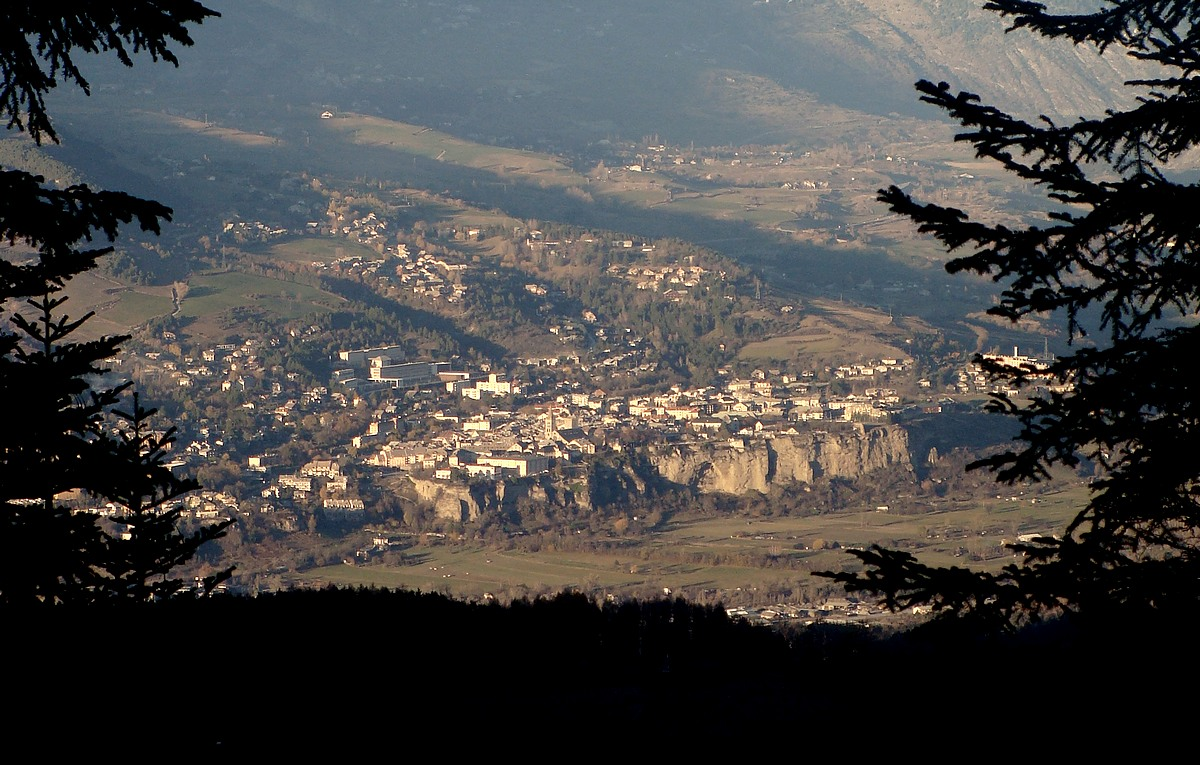

Embrun är en kommun i departementet Hautes-Alpes i regionen Provence-Alpes-Côte d'Azur i sydöstra Frankrike. Kommunen ligger  i kantonen Embrun som ligger i arrondissementet Gap. År 2022 hade Embrun 6 387 invånare.
På occitanska heter orten Ambrun.

## Befolkningsutveckling
Antalet invånare i kommunen Embrun
Referens:INSEE